# Hvad nu hvis?
Hvad nu hvis? er en dansk kortfilm fra 2014 instrueret af Alexander Bøgh Petersen efter eget manuskript.

## Handling
En dreng får tankerne sat i gang, da hans kæreste snakker med op til flere andre drenge på deres halvårsdag. Da hun smutter på "det lille hus", i et længere stykke tid end hvad man umiddelbart skulle tro, det ville tage, får hans fantasi frit løb, og han beslutter sig for at lede efter hende.